# Phaegoptera fumosa
Phaegoptera fumosa är en fjärilsart som beskrevs av Butler 1876. Phaegoptera fumosa ingår i släktet Phaegoptera och familjen björnspinnare. Inga underarter finns listade i Catalogue of Life.